# Dactylorhiza dinglensis
Dactylorhiza dinglensis là một loài thực vật có hoa trong họ Lan. Loài này được (Wilmott) Soó mô tả khoa học đầu tiên năm 1962.